# Гротерија
Гротерија (итал. Grotteria) је насеље у Италији у округу Ређо ди Калабрија, региону Калабрија.
Према процени из 2011. у насељу је живело 510 становника. Насеље се налази на надморској висини од 342 м.

## Становништво
| 1951. | 1961. | 1971. | 1981. | 1991. | 2001. | 2011. |
| ----- | ----- | ----- | ----- | ----- | ----- | ----- |
| 9.242 | 7.891 | 5.946 | 5.020 | 4.096 | 3.611 | 3.274 |